# Брейн-ринг
Брейн-ринг (авторское и эфирное название телепередачи — «Брэйн ринг»; от англ. brain — мозг, интеллект, умник; то есть «интеллектуальный ринг») — телевизионная интеллектуальная игра.

## История
Первый выпуск вышел в эфир 18 мая 1990 года на Первой программе ЦТ. Идея интеллектуальной игры — аналога «Что? Где? Когда?», но с двумя командами знатоков, — родилась у Владимира Ворошилова ещё в 1982 году, но была реализована на телевидении только через 10 лет. Предтечей программы могли стать сезоны «Что? Где? Когда?» 1987—1989 годов, когда также две и более команд знатоков одновременно соревновались между собой. Автором и режиссёром-постановщиком выступил Борис Крюк, а Владимир Ворошилов провёл первый цикл из семи передач. В 1993 году Андрей Козлов стал ещё и режиссёром-постановщиком программы.
По одной из версий, название «Брейн-ринг» придумали знатоки из Днепропетровска: Борис Бородин, Оксана Балазанова, Марина Белоцерковская и Александр Рубин в 1987 году.
В 1990 году игра снималась в подмосковном дворце спорта «Олимпиец» в г. Химки, где игроки и зрители стояли по периметру зала, вокруг игровых столов, как и в «Что? Где? Когда?».
В марте 1991 года съёмки проходили в московском театре «Сфера».
В 1992—2000 годах игра снималась в 1000-метровой 1-й студии телецентра «Останкино». Для создания «стадиона» специально строились трибуны, способные вместить несколько тысяч человек.
С 1992 года «Брейн-ринг» шёл на 1-м канале Останкино. Потом телеигра перешла на образованный телеканал ОРТ. Был заключён договор на два года, согласно которому ОРТ должно было платить Международной ассоциации клубов (МАК) «Что? Где? Когда?» $35 000 за каждый выпуск передачи. Но уже в сентябре 1995 года появившееся АО «ОРТ-Реклама» оштрафовало телеканал на $1,3 млн, мотивируя это наличием в эфире спонсорской рекламы, превышающей указанные в договоре ограничения. После этого ОРТ перестало выплачивать деньги МАК за производство всех передач ассоциации, включая «Что? Где? Когда?» и «Любовь с первого взгляда».
Как следствие, с января 1996 года МАК «Что? Где? Когда?» начала судиться с ОРТ, требуя от телеканала сумму в $2,295 млн за все произведённые ими программы. Несколько раз иски МАК были отклонены по разным причинам, а отношения Андрея Козлова с акционером ОРТ Борисом Березовским стали обостряться. В конечном итоге МАК обратилась в Высший арбитражный суд, и дело было выиграно, чем Березовский был недоволен. Таким образом, творческая группа передачи покинула «первую кнопку».
После восьмимесячного перерыва игра стала выходить на только что начавшем вещание телеканале «ТВ Центр».
В 2000 году «Брейн-ринг» был закрыт по инициативе нового руководителя ТВЦ Олега Попцова из-за финансовых проблем на телеканале и высокой стоимости передачи. Трансляция программы прекратилась на почти десятилетний срок, чему способствовала, прежде всего, смерть основателя телекомпании «Игра-ТВ» Владимира Ворошилова в марте 2001 года.
В 2009 году «Игра-ТВ» возобновила игру «Брейн-ринг», чему поспособствовали генеральный директор и исполнительный продюсер телеканала СТС Вячеслав Муругов и Константин Наумочкин. Телекомпания на тот момент уже сотрудничала с холдингом «СТС Медиа» — на канале «Домашний» выходила музыкальная программа «Жизнь прекрасна». Съёмки первых передач состоялись 21—22 ноября 2009 года; на экраны программа вышла 6 февраля 2010 года. На этом канале вышли два сезона — кубок 20-летия (с 6 февраля по 3 апреля 2010 года) и кубок СТС (с 9 октября по 4 декабря 2010 года). Помимо ведущего Андрея Козлова, в программе присутствовали судья-информатор — Елизавета Арзамасова (в образе Галины Сергеевны Васнецовой, персонажа сериала «Папины дочки», выходившего на СТС), а также комментатор — Александр Чуманков (МС Белый).
С 12 октября по 28 декабря 2013 года «Брейн-ринг» выходил на телеканале «Звезда» по субботам утром, транслировался турнир на кубок Министерства обороны Российской Федерации, за который боролись учащиеся высших и средних военных учебных заведений. В данной версии судьи-информатора, комментатора и живого музыкального сопровождения не было по сравнению с СТС.
21 января 2018 года в прямом эфире радиостанции «Эхо Москвы» (в программе «Телехранитель») Андрей Козлов сообщил о четвёртом возобновлении «Брейн-ринга» на российском телевидении. На телеканале НТВ вышли два сезона — чемпионат России (с 3 марта по 9 июня 2018 года) и кубок НТВ (с 12 января по 28 апреля 2019 года). В честь 25-летия НТВ 4 ноября 2018 года на телеканале вышел специальный выпуск между командами телеведущих НТВ и учёных инновационного фонда «Сколково».
«Брейн-ринг» производился по лицензии телекомпании «Игра-ТВ» в Азербайджане (телеканал İTV 07.04.2013-04.06.2018; 16.09.2018-н.в.), Белоруссии (ОНТ) и Украине (К1).

## Правила
Каждый выпуск «Брейн-ринга» состоит из нескольких боёв. Бой — это отдельное сражение, проводившееся до тех пор, пока одна из команд не наберёт определённое количество очков. Обычно короткий бой идёт до 3 очков, длинный — до 5 очков. В каждом бою принимает участие 2 команды из 6 человек: одна — за красным столом, другая — за зелёным. На каждом столе (между пятым и шестым игроками) расположены кнопки, нажимая на которые, игроки прерывают время, данное для обсуждения, сигнализируя, что команда готова дать ответ на вопрос. При этом на несколько секунд включается фонарь в центре стола и зуммер.
За правильный ответ на вопрос команда получает одно очко. Если ни одна из команд не сумела найти правильный ответ на вопрос, то счёт остаётся прежним, а разыгрывается уже два очка. Если и на следующий вопрос ни одна из команд не смогла найти правильный ответ, разыгрывается три очка — или дисквалифицируются обе команды.
После того, как вопрос задан, ведущий даёт команду «Время!» — после чего звучит сигнал и запускается игровая система: команды могут обсуждать и нажимать на первой телевизионной кнопки. Право ответа получает та команда, которая первой нажала на первую телевизионную кнопку. Если команда допустила «фальстарт» — нажала на первую телевизионную кнопку до сигнала, то она теряет право ответа на данный вопрос и время для его обсуждения есть только у команды соперника.
Если команда, нажавшая на первую телевизионную кнопку, ответила неверно, то другой команде даётся остаток от общего количества времени на обсуждение вопроса (например, если общее количество времени обсуждения вопроса 20 секунд, а первая команда нажала на первую телевизионную кнопку на 14-й секунде, то у соперников есть ещё 6 секунд). Разрешается уточнение и изменение данного командой ответа в течение 3 секунд. По другим правилам второй команде, при неверном ответе первой, даётся снова 20 секунд (сначала если большее из 20 или остатка, далее 60/20 во всех случаях, в последних сезонах 20 на обе команды).
Первоначально в игре «Брейн-ринг» на обсуждение вопроса давалась минута — 60 секунд. Позднее это время сократили до 20 секунд.
Если ни одна команда не нашла правильный ответ на вопрос, Ведущий имеет право сыграть этот же вопрос ещё раз, не меняя счёт и по-прежнему разыгрывая одно очко. Кроме того, Ведущий имеет право не объявлять правильный ответ на вопрос, а разыграть его в следующем бою.
Высшая награда телевизионной игры «Брейн-ринг» — кубок «Золотой Брэйн». Последним обладателем «Золотого Брэйна» (в 2000 году) и последним абсолютным чемпионом является команда Одесского национального университета (состав: Андрей Цвигун, Александр Шатух, Константин Оверченко, Леонид Черненко, Алексей Баев, капитан — Вячеслав Санников).
Многие знаменитые знатоки телеклуба «Что? Где? Когда?» принимали активное участие в телевизионной игре «Брейн-ринг» — в частности: Александр Друзь (чемпион «Брейн-ринга» в 1990, 1991, 1994, 2010 годах), Владимир Белкин, Елена Кисленкова (четырнадцатикратная обладательница «Золотого Брэйна» в составе команды «ЮМА»), Борис Бурда и другие.

### Дополнительные правила
Правило первой секунды:
Поскольку к концу 1990-х годов многие команды стали применять «силовой» прием — почти на каждом вопросе нажимать на первую кнопку одновременно с сигналом, не обсуждая вопрос, чтобы опередить соперника — было введено новое правило: если команда нажимает на первую телевизионную кнопку на первой секунде обсуждения, то в случае неправильного ответа отвечавший игрок обязан покинуть игровой стол до конца текущего боя. Данное правило не применяется для единственного оставшегося за столом участника.
Правило одного игрока:
Если команде-сопернику для того, чтобы выиграть бой, достаточно ответить на один вопрос, команда имеет право попросить разрешение оставить за игровым столом одного игрока: тогда в случае правильного ответа команда получит в два раза больше очков. «Правило первой секунды» для этого игрока не действует. Позже правило было усовершенствовано. Игрок, оставшийся за столом один, получил приоритет при ответе на вопрос: даже если первыми на кнопку нажали соперники. Игрок должен решить, кто отвечает первым на вопрос: он или соперники. Ведущий может не разрешить воспользоваться «правилом одного игрока», если в команде за столом из-за удалений из-за неверных ответов на первой секунде уже 3 или меньше игроков: так ведущий поступил с командой города Сургута в 2010 году.
Дисквалификация:
Некоторое время действовало правило, по которому, если команда давала неверные ответы или допускала фальстарты три раза подряд, либо давала неверные ответы на финальные вопросы, то она дисквалифицировалась и ей засчитывалось техническое поражение. Если обе команды не отвечали на финальные вопросы, то они также дисквалифицировались и победитель не был определён.
Подсказка:
Если зритель на трибунах даёт подсказку игрокам во время обсуждения вопроса — он удаляется из зала. За всю историю «Брейн-ринга» подобных инцидентов было свыше тридцати.
Игра со зрителями:
В 1990-х годах в игровых тайм-аутах «Брейн-ринга» проходили различные игры как со зрителями в зале, так и со телезрителями. Например, популярна была игра «счастливый паспорт»: ведущий объявлял, с каким счетом закончился бой, на какой секунде был дан ответ и так далее. — пока из этих цифр не складывалось шестизначное число. Далее добавлялись буквы серии — например, по инициалам проявивших себя игроков. Если у телезрителя номер паспорта совпадал с этим числом — то он становился владельцем приза от спонсора программы (разыгрывались, например, автомобиль ЗИЛ-Бычок, снегоходы и тому подобное). Если в паспорте совпадали, например, только 5 цифр, то телезритель становился обладателем менее ценного приза (сначала это был телевизор «Рекорд», затем микрофон с функцией караоке от фирмы Ontario).

### Система розыгрыша
В 1990-е годы все команды делились на 3 лиги:
- Первая лига — примерно 20 команд;
- Высшая лига — 3 команды;
- Команда-чемпион (обычно носила имя генерального спонсора — фирм: «Дока хлеб», «Дока пицца», «Самсунг», «Мивимекс», «Рекорд», банк «Идея» и так далее).

В первом бою, проводившемся до трёх очков, встречались две команды из Первой лиги. Победитель этого боя во втором бою, который проводился также до трёх очков, встречался с одной из команд Высшей лиги. Победитель второго боя занимал место в Высшей лиге и в третьем бою, который проводился до пяти очков, сражался с действующим чемпионом.
В 1992—1993 годах также использовалась линейная схема, при которой команда, проигравшая в бою, садилась в зал, а победитель сражался в следующем бою с новой вызванной командой. Чемпионом становилась команда, победившая в последнем бою.
В конце 1990-х годов чемпиона стали определять по многокруговой системе, а победителем в каждой игре становилась команда, которая выигрывала три боя из пяти, каждый из которых проводился до пяти очков.

## Спортивная версия игры
Спортивная версия «Брейн-ринга» — игра между двумя (и более) командами в ответы на вопросы на скорость. Идея игры двух команд принадлежит Владимиру Яковлевичу Ворошилову и высказана им в книге «Феномен игры». Первая игра прошла между днепропетровским и одесским клубами «Что? Где? Когда?». Две команды игроков одновременно отвечают на один и тот же вопрос, причём правильно ответивший первым лишает соперника возможности ответить на этот же вопрос. На данный момент существует несколько версий правил «Брейн-ринга», отличающихся количеством разыгрываемых вопросов и способом начисления очков за правильные ответы. Побеждает команда, набравшая больше очков.
В ноябре 2019 года в Мурманске прошёл первый чемпионат мира по спортивной версии «Брейн-ринга». В турнире приняло участие 24 команды, в составе которых выступали знатоки из России, Германии, Эстонии, Израиля, Армении, Азербайджана, Белоруссии, Узбекистана, Казахстана, Франции, Молдовы и Нидерландов. Победителем турнира стала московская команда Вадима Синкевича (состав: Алексей Андрюшин, Илья Баженов, Иван Митрофанов, Алексей Середа, Вадим Синкевич (к), Денис Трифонов), победив в финале хозяев турнира, команду Михаила Савченко (Алексей Бакуменко, Михаил Голубев, Виталий Егоров, Михаил Савченко (к), Сергей Черничук, Юлия Черничук). Третье место заняла команда Романа Рзаева из Тюмени (Евгений Артёмов, Майя Косович, Святослав Косович, Михаил Попов, Роман Рзаев (к), Владислав Тарасов).

## Лицензионные версии телеигры
В 2006 году украинский телеканал «Интер» по лицензии телекомпании «Игра-ТВ» снимал собственный вариант «Брейн-ринга» под названием «Teen-Лига», в котором соревновались команды школьников. Вёл игру Олесь Бузина. В 2007-2008 годах игра транслировалась на канале "Киев ТВ" 
В марте 2011 года на Украине игра вышла в эфир на телеканале К1 под оригинальным названием: «Брэйн ринг». Ведущий — Юрий Великий.
18 сентября 2010 года на телеканале ОНТ начался показ белорусской версии передачи. Ведущий — Леонид Купридо.
С 2013 по 2018 год «Брэйн ринг» также выходит в эфир в Азербайджане, на телеканале AzTV (позже — на İTV) (ведущий — DJ Fateh). Демонстрируются также русскоязычные международные игры с постоянным ведущим Андреем Козловым. Данные циклы игр идут раз в год.

## Спонсоры телеигры
В разное время спонсорами телеигры были Рекорд и Stirol (в телеигре также выступала одноимённая команда Stirol из Горловки под руководством Станислава Князева).

## Повторы
С 1 октября 2009 по 30 июня 2011 года, затем с 1 сентября 2014 года по 28 октября 2015 года на канале «Вопросы и ответы» повторялись выпуски 1998—2000 годов.

## Музыка
Тему для заставки написал композитор Юлий Ягудин. Завершающая тема позаимствована из заставки американского сериала 1975 года S.W.A.T., композитор — Барри Де Ворзон.